# Tesmoforie
Tesmoforie,  Thesmoforie, Thesmoforia, Thesmophoria, gr. Θεσμοφόρια – święto ku czci Demeter i jej córki Persefony-Kory obchodzone w starożytnej Grecji jesienią, w miesiącu Pyanepsion.
Ponieważ w Thesmoforiach uczestniczyły wyłącznie kobiety, zobowiązane do zachowania tajemnicy na temat przebiegu obrzędów, w źródłach odnaleźć można stosunkowo niewiele informacji dotyczących obchodów święta. Nawet związana z nim komedia Arystofanesa Kobiety na święcie Thesmoforiów (gr. Thesmophoriazousai) nie zawiera zbyt wielu szczegółów. Wzmianki na temat święta znaleźć można u wielu autorów, między innymi Herodota i Plutarcha, cennym źródłem informacji jest jedno z bizantyńskich scholiów do Dialogów heter Lukiana.
W Atenach, Sparcie i Abderze święto trwało trzy dni, od 11 do 13 dnia miesiąca Pyanepsion. Kolejne dni określano jako anodos, nesteia i kalligeneia. Uczestniczkami były zamężne kobiety (być może również hetery, jednak nie jest to pewne). W Atenach pierwszego dnia odbywała się procesja do Thesmoforionu na Pnyksie. Drugiego dnia kobiety pościły siedząc na ziemi. Nie wolno było im jeść nic, prócz pestek granatu, nie mogły jednak dotykać pestek, które spadły na ziemię. Trzeci dzień poświęcony był Demeter Kalligenei - „opiekunce pięknych narodzin”. Tego dnia odbywała się uczta, podczas której spożywano mięso zabitych w ofierze prosiąt.